# Oxalis tragopoda
Oxalis tragopoda är en harsyreväxtart som beskrevs av Salter. Oxalis tragopoda ingår i släktet oxalisar, och familjen harsyreväxter. Inga underarter finns listade i Catalogue of Life.